# ادندری، شهرستان داون
ادندری (به انگلیسی: Edenderry) یک روستا در بریتانیا است. ادندری ۲۵۲ نفر جمعیت دارد.